# Ідеалізм у міжнародних відносинах
Ідеалізм у зовнішньополітичному контексті стверджує, що національна держава повинна зробити свою внутрішню політичну філософію метою своєї поведінки та риторики в міжнародних справах. Наприклад, ідеаліст може вважати, що подолання бідності вдома має поєднуватися з подоланням з бідністю за кордоном. Як у Сполучених Штатах, так і за їх межами, американський президент Вудро Вільсон вважається одним з перших прихильників ідеалізму і кодифікатором його практичного значення; серед конкретних дій, що згадуються — видання знаменитих «Чотирнадцяти пунктів».
Ідеалізм Вільсона був попередником ліберальної теорії міжнародних відносин, особливого набору поглядів, що виникли серед так званих «будівничих інституцій» після Другої світової війни. Організації, що виникли як безпосередній результат війни, включають Міжнародний валютний фонд (МВФ) та Організацію Об'єднаних Націй (ООН), серед інших.
У ширшому, філософському сенсі, цю міжнародну точку зору можна розглядати як продовження морального ідеалізму, який відстоювали різні мислителі протягом і після «епохи Просвітництва». У цю особливу епоху багато видатних осіб пропагували загальне почуття доброзичливості та правління, засноване на сильному особистому характері, а міжнародні конфлікти критикувалися як такі, що суперечать принципам розуму.
Загалом, академік Майкл В. Дойл описав ідеалізм як віру в те, що на заявлені позитивні наміри інших країн можна покладатися, тоді як реалізм стверджує, що ці наміри в довгостроковій перспективі є предметом дилеми безпеки, описаної мислителем Джоном Х. Герц. Хоча реалізм у контексті міжнародних відносин традиційно розглядається як протилежність ідеалізму, численні науковці та окремі лідери різних країн прагнули синтезувати ці дві школи думки.
Вчений Гедлі Булл писав: Під «ідеалістами» ми маємо на увазі таких письменників, як сер Альфред Ціммерн, С. Х. Бейлі, Філіп Ноель-Бейкер і Девід Мітрані у Великій Британії, а також Джеймс Т. Шотвелл, Пітман Поттер і Паркер Т. Мун у Сполучених Штатах. … Характерною рисою цих письменників була їхня віра в прогрес: віра, зокрема, в те, що система міжнародних відносин, яка породила Першу світову війну, здатна трансформуватися в принципово більш мирний і справедливий світовий порядок; що під впливом пробудження демократії, зростання «міжнародного розуму», розвитку Ліги Націй, добрих справ людей або просвітництва, поширюваного їхнім власним вченням, вона насправді трансформується, і що їхній обов'язок як студентів, які вивчають міжнародні відносини, полягає в тому, щоб допомогти цьому поступу прогресу подолати упередження, недоброзичливість і зловісні інтереси, які стоять на його шляху.

## Історія

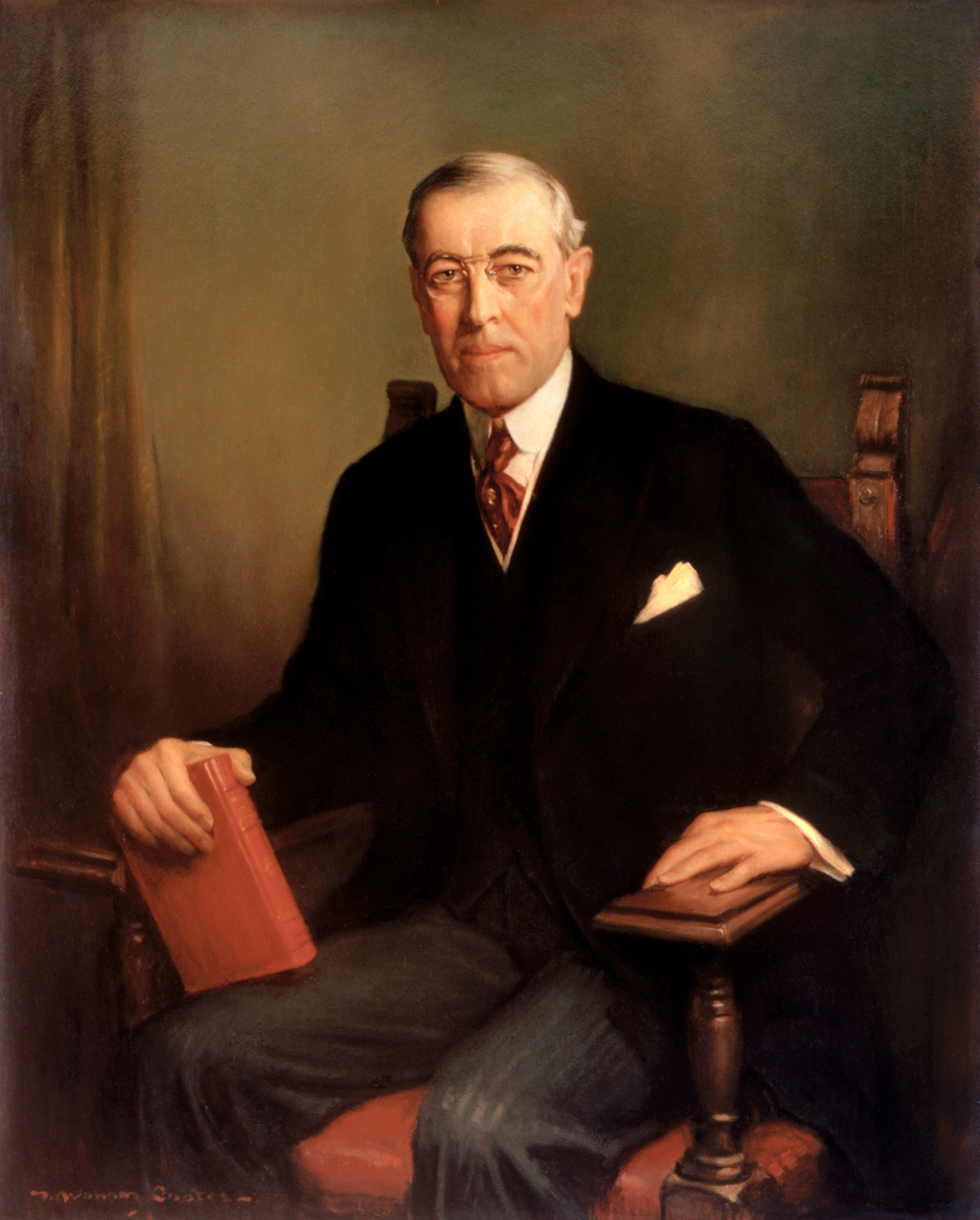
Американський президент Вудро Вільсон широко вважається однією з кодифікуючих фігур ідеалізму в контексті зовнішньої політики.

Починаючи з 1880-х років, зростає вивчення основних авторів цієї ідеалістичної традиції в міжнародних відносинах, включаючи сера Альфреда Ціммерна, Нормана Енджелла, Джона Мейнарда Кейнса, Джона А. Гобсона, Леонарда Вулфа, Гілберта Мюррей, Флоренс Стеуелл (відому як Меліан Стауелл), Філіпа Генрі Керр, 11-го маркіза Лотіанського, Арнольда Дж. Тойнбі, Лестера Пірсона і Девіда Девіса.
Значна частина цих праць протиставляє цих письменників-ідеалістів «реалістам» у традиції Е. Г. Карра, який у своїй книзі «Двадцятирічна криза» (1939) не лише ввів термін «ідеаліст», але і здійснив запеклу та ефективну атаку на міжвоєнних ідеалістів. Ідеалізм ґрунтується на уявленні про те, що держави є раціональними акторами, здатними забезпечити тривалий мир і безпеку, не вдаючись до війни.
Ідеалізм також відзначається помітною роллю, яку відіграє міжнародне право та міжнародні організації в його концепції формування політики. Одним із найвідоміших принципів сучасного ідеалістичного мислення є теорія демократичного миру, яка стверджує, що держави зі схожими способами демократичного правління не воюють одна з одною. Ідеалістичне мислення Вільсона знайшло своє втілення в його промові «Чотирнадцять пунктів» і в створенні Ліги Націй.
Ідеалізм виходить за межі лівого і правого політичного спектру. До ідеалістів можна віднести як борців за права людини (прихильники справи, яка традиційно, але не завжди асоціюється з лівими), так і прихильниківамериканського неоконсерватизму, причому остання ідеологічна течія, як правило, асоціюється з правими.
Ідеалізм може опинитися в опозиції до реалізму — світогляду, який стверджує, що національні інтереси нації важливіші за етичні чи моральні міркування, однак конфлікту між ними не повинно бути (див. приклад поєднання цих двох підходів у неоконсерватизмі). До мислителів-реалістів належать Ганс Моргентау, Нікколо Макіавеллі, Отто фон Бісмарк, Джордж Ф. Кеннан та інші. Серед останніх практиків ідеалізму в Сполучених Штатах — Рональд Рейган і Джордж У. Буш.
Лінк вважає, що Вільсон з перших днів свого життя ввібрав у себе вірування своєї деномінації — у всемогутність Бога, мораль Всесвіту, систему винагород і покарань, а також уявлення про те, що нації, як і люди, переступають Божі закони на свій страх і ризик. Блюм (1956) стверджує, що від Вільяма Еварта Ґладстона він перейняв містичне переконання у вищості англосаксів, у їхньому праведному обов'язку перетворити світ за своїм образом і подобою. Моральний принцип, конституціоналізм і віра в Бога були одними з передумов пом'якшення людських чвар. Тлумачачи міжнародне право в рамках такого крихкого, морального контексту, Вільсон залишався напрочуд байдужим до нових і мінливих соціальних сил і умов 20-го століття. Він очікував занадто багато справедливості в морально жорстокому світі, який нехтував самовпевненими рішеннями парламентів і державних діячів, як він сам. Тріумфом Вільсона було те, що він став вчителем міжнародної моралі для ще ненароджених поколінь. Деніел Патрік Мойніган вважає, що бачення Вілсоном світового порядку, який очікував людство, перемогло завдяки «Святому Духу Розуму», бачення, яке ґрунтувалося на релігійній вірі.
Погляди Вільсона базувалися на майбутньому добробуті людства. Він закликав до створення безпечного демократичного світу, організованого навколо політичних, економічних і соціальних стандартів. Ці принципи знову ж таки були викладені в його програмі миру з 14 пунктів. Вільсон розглядав цю програму як американським зобов'язанням показати людям шлях до свободи. Ядром програми Вільсона була Ліга Націй, віддана справі миру та подолання тиранії, яка вважалася коренем війни. Ідея полягала в тому, що якби демократія могла бути широко поширеною, панували б мир і процвітання.
Дипломатична політика Вільсона мала величезний вплив на формування світу. Дипломатичний історик Волтер Рассел Мід пояснив:
Принципи Вільсона пережили затьмарення Версальської системи, і досі визначають європейську політику: самовизначення, демократичний уряд, колективна безпека, міжнародне право та Ліга Націй. Можливо, Вільсон не отримав усього, чого хотів у Версалі, і його договір так і не був ратифікований Сенатом, але його бачення та його дипломатія, добре це чи погано, задали тон ХХ сторіччю. Франція, Німеччина, Італія та Британія, можливо, насміхалися з Вільсона, але кожна з цих держав сьогодні проводить свою європейську політику за принципами Вільсона. Те, що колись відкидалося як далекоглядне, тепер сприймається як фундаментальне. Це було неабияким досягненням, і жоден європейський державний діяч двадцятого століття не мав такого тривалого, доброзичливого чи широкого впливу.
Американські зовнішні відносини з 1914 року ґрунтуються на ідеалізмі Вільсона, як каже історик Девід Кеннеді, навіть з деякими нотками «реалізму», представленим Франкліном Делано Рузвельтом і Генрі Кіссінджером. Кеннеді стверджує, що кожен президент після Вільсона "прийняв основні заповіді вільсоніанства «. Сам Ніксон повісив портрет Вільсона в кабінеті Білого дому. Ідеї Вільсона досі продовжують домінувати в американській зовнішній політиці в двадцять першому столітті. Після 11 вересня вони набули навіть ще більшої життєвої сили».

Згідно з ревізіоністським наративом між ідеалізмом і реалізмом ніколи не було єдиної «великої дискусії». Лусіан М. Ешворт стверджує, що стійке уявлення про те, що між ідеалізмом і реалізмом були справжні дебати, говорить не стільки про реальні дискусії того часу, скільки про маргіналізацію ліберального та нормативного мислення в міжнародних відносинах у післявоєнний період. Річард Деветак написав у своєму підручнику з міжнародних відносин:
Структура шедевру Карра обертається навколо дихотомії між реалізмом і лібералізмом. Фактично, він допоміг створити враження, що в новоствореній дисципліні домінують дебати між реалізмом і лібералізмом. Згодом це стало відомим як «перша велика дискусія», хоча — як показали Андреас Осіандер (1998), Пітер Вілсон (1998), Лусіан Ешворт (1999) та Квірк і Віньєсваран (2005) — ніяких дебатів насправді не відбулося, якщо мати на увазі серію обміну думками між реалістами та лібералами. Дійсно, нещодавні дослідження свідчать про те, що сама ідея викладу історії дисципліни як серії «великих дебатів» є сумнівною. Незважаючи на це, для студентів важливо знати та цінувати історії, які розповідає про себе дисципліна, і саме тому я наполягаю на цьому наративі.

## Теорії нащадків
Стверджується, що власне ідеалізм був відносно недовговічною школою думки, а його прихильники особливо постраждали від кризи довіри після провалу Ліги Націй і початку Другої світової війни. Однак наступні теорії міжнародних відносин значною мірою запозичили елементи ідеалізму вільсонського стилю, будуючи свої погляди на світ. Крім того, вчені, які називають себе ідеалістами або симпатизують цій школі думки, продовжують брати активну участь у дослідженнях міжнародних відносин.

### Лібералізм
Лібералізм проявився як пом'якшена версія ідеалізму Вільсона після Другої світової війни. Усвідомлюючи неспроможність ідеалізму запобігти відновленню ізоляціонізму після Першої світової війни в певних регіонах, а також його нездатність керувати балансом сил в Європі, щоб запобігти початку нової війни, ліберальні мислителі розробили набір міжнародних інституцій, заснованих на верховенстві права і регульованій взаємодії. Ці міжнародні організації, такі як ООН і НАТО, або навіть міжнародні режими, такі як Бреттон-Вудська система та Генеральна угода з тарифів і торгівлі (ГАТТ), були розраховані як на підтримку балансу сил, так і на впорядкування співпраці між країнами.

### Неоконсерватизм

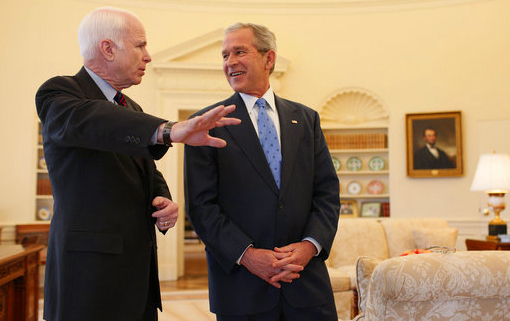
Американський президент Джордж Буш (праворуч) і сенатор Джон Маккейн (ліворуч), зображені під час зустрічі в Білому домі в березні 2008 року, обидва відомі як видатні неоконсерватори.

Неоконсерватизм перейняв з історичного лібералізму його інтенсивний фокус на просування "універсальних цінностей ", в даному випадку демократії, прав людини, вільної торгівлі, прав жінок і захисту меншин. Однак він відрізняється тим, що менше приділяє увагу важливості збереження міжнародних інститутів і договорів, дотримуючись напористої або агресивної позиції, яку він вважає морально гідною, і готовий використовувати силу або загрозу сили, в односторонньому порядку, якщо це необхідно, для просування своїх цілей.

## Подальше читання
- Мартін Сідел, Незалежні ідеалісти: британський рух за мир і міжнародні відносини, 1854—1945, 2000.
- Тім Данн, Майкл Кокс, Кен Бут (ред.), Вісімдесятирічна криза: міжнародні відносини 1919—1999, Cambridge University Press, 1999.
- FH (Сер Гаррі) Хінслі, Влада та прагнення до миру, Cambridge University Press, 1967.
- Девід Лонг, До нового ліберального інтернаціоналізму: міжнародна теорія Дж. А. Гобсона, Cambridge University Press, 1996.
- Девід Лонг і Пітер Вілсон (ред.), Мислителі двадцятирічної кризи: Переоцінка міжвоєнного ідеалізму, Oxford University Press, 1995.
- Дональд Марквелл, Джон Мейнард Кейнс і міжнародні відносини: економічні шляхи до війни та миру, Oxford University Press, 2006.
- Дональд Марквелл (1986), «Повернення до сера Альфреда Ціммерна: п'ятдесят років потому», огляд міжнародних досліджень.
- Дональд Марквелл, «Сер Альфред Екхард Циммерн», Оксфордський словник національної біографії, 2004.
- JDB Miller, Norman Angell and the Futility of War: Peace and the Public Mind, London, Macmillan, 1986.
- Пітер Вілсон, Міжнародна думка Леонарда Вулфа: Дослідження ідеалізму двадцятого століття, 2003.